# اسپیریتوالیسم

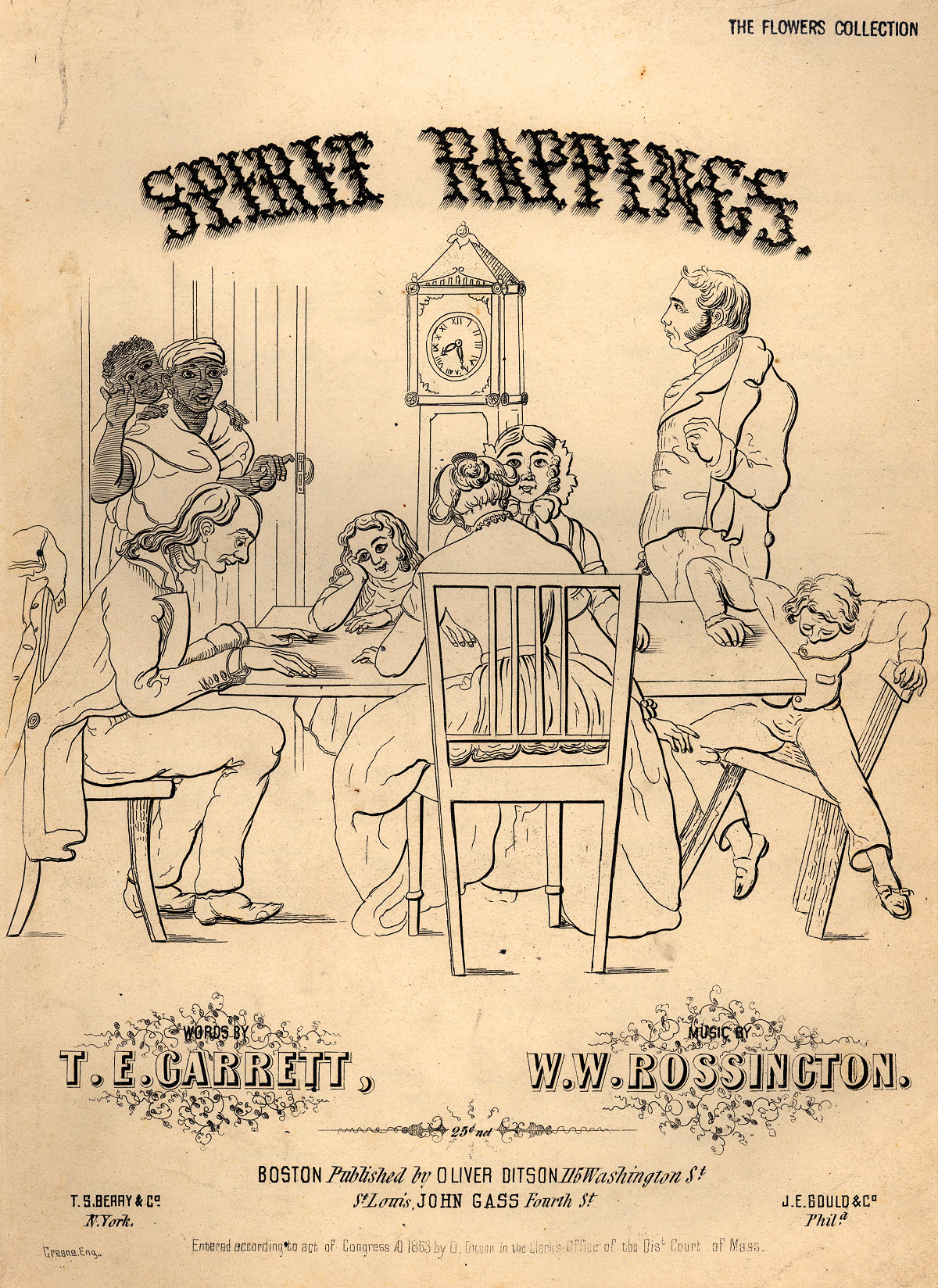
در ۱۸۵۳ میلادی، زمانی که آهنگ معروف «ضربات روح» منتشر شد، اسپیریتوالیسم موضوع کنجکاوی شدیدی بود.

اسپیریتوالیسم (به انگلیسی: Spiritualism)، یک جنبش نوپدید دینی مبتنی براین عقیده است که ارواح مردگان وجود دارند و توانایی و تمایل برای برقراری ارتباط با زندگان را دارند. زندگی پس از مرگ یا «دنیای ارواح» که توسط اسپیریتوالیست‌ها دیده شده‌است نه تنها یک مکان ایستا نیست، بلکه در آن‌جا ارواح به‌طور مداوم در تکامل هستند. این دو باور، یعنی ممکن بودن تماس با ارواح و این‌که ارواح نسبت به انسان‌ها پیشرفته‌تر هستند، باعث به‌میان آمدن باور سومی در اسپیریتوالیست‌ها شده‌است: این‌که ارواح این قابلیت را دارند تا دانش مفید پیرامون موضوعات اخلاقی و فلسفی و هم‌چنین در باب ماهیت خدا فراهم نمایند. برخی از اسپیریتوالیست‌ها از مفهومی صحبت می‌کنند که خود آن را «روحِ راهنما» می‌گویند. ارواح مشخص که اغلب با آن‌ها برای راهنمای روحی تماس برقرار می‌شود. امانوئل سویدنبرگ مدئی است که پدر اسپیریتوالیسم است. روح‌گرایی، شاخه‌ای از اسپیریتوالیسم که توسط آلن کاردک توسعه داده شده و امروز در بیشتر اروپای قاره‌ای و آمریکایی لاتین به ویژه در برزیل پیروی می‌گردد، بر تناسخ تأکید دارد.
اسپیریتوالیسم از دهه ۴۰ قرن نزدهم میلادی تا دهه ۲۰ قرن بیستم میلادی رشد نموده و از نظر تعداد پیروان به اوج خود رسید، به ویژه در کشورهای انگلیسی زبان. تا ۱۸۹۷ گفته می‌شد که اسپیریتوالیسم دارای بیش از هشت میلیون پیرو در ایالات متحده و اروپا است، که بیشتر این پیروان از طبقات متوسط و بالای جامعه بودند.
اسپیریتوالیسم بدون داشتن متون کانونی یا سازمان رسمی برای نیم قرن شکوفا بود و از طریق دوره‌ها، تورها توسط استادان خلسه، جلسات کمپ و فعالیت‌های تبلیغی مدیوم‌های برجسته سازمان‌دهی می‌شد. بیشتر اسپیریتوالیست‌های سرشناس زنان بودند و همانند بیشتر اسپیریتوالیست‌ها از آرمان‌هایی چون لغو بردگی و حق رأی زنان حمایت می‌نمودند. در اواخر دهه ۸۰ قرن نزدهم میلادی اعتبار جنبش رسمی به دلیل اتهامات ارتکاب تقلب توسط مدیوم‌ها تضعیف شده بود و سازمان‌های روح‌گرایی رسمی شروع به ظهور کرد. روح‌گرایی امروزه اساساً از طریق فرقه‌های گوناگون کلیساهای روح‌گرا در ایالات متحده، کانادا و انگلستان پیروی می‌گردد.

## باورها
معنویت‌گرایی و نظام عقیده آن به عنوان خصوصیات محافظت شده تحت نام آلن پاور در UKEAT (محکمه استیناف) لندن، انگلستان در ۲۰۰۹ ثبت شد.

### واسطه‌گری و ارواح
اسپیریتوالیست‌ها به امکان برقراری ارتباط با ارواح مردگان باور دارند و آن‌ها را «انسان‌های بی‌کالبد» می‌نامند. آن‌ها باور دارند که به مدیوم‌های روح این نعمت ارزانی شده‌است تا این چنین ارتباط را برقرار نمایند، اما هر کسی می‌تواند با مطالعه و تمرین یک مدیوم شود. آن‌ها باورمند هستند که ارواح قابلیت توسعه و به کمال رسیدن و رفتن به سپهرها و سطوح بالاتر را دارند و این‌که زندگی پس از مرگ یک حالت ایستا نیست بلکه ارواح در آن تکامل می‌نمایند. این دو باور تماس با ارواح ممکن است و این‌که ارواح در سطوح بالاتر زیست می‌نمایند. باعث ایجاد یک باور سومی شده‌است، این‌که ارواح این قابلیت را دارند تا دانش مفید پیرامون موضوعات معنوی و اخلاقی و هم‌چنین در باب ماهیت خدا و زندگی پس از مرگ فراهم نمایند. بنابرین بیشتر معتقدین در مورد «روحِ راهنما» صحبت می‌کنند. ارواح مشخص که اغلب با آن‌ها برای راهنمایی‌های دنیوی و روحی تماس برقرار می‌شود.
از نظر روح‌گراها هر کسی می‌تواند پیام‌های روحی دریافت کند، اما جلسات رسمی احضار ارواح (séances) توسط مدیوم‌ها تدویر می‌گردد، کسانی که مدعی هستند از طریق این جلسات در مورد زندگی پس از مرگ معلومات دریافت می‌کنند.

### دیدگاه‌های دینی

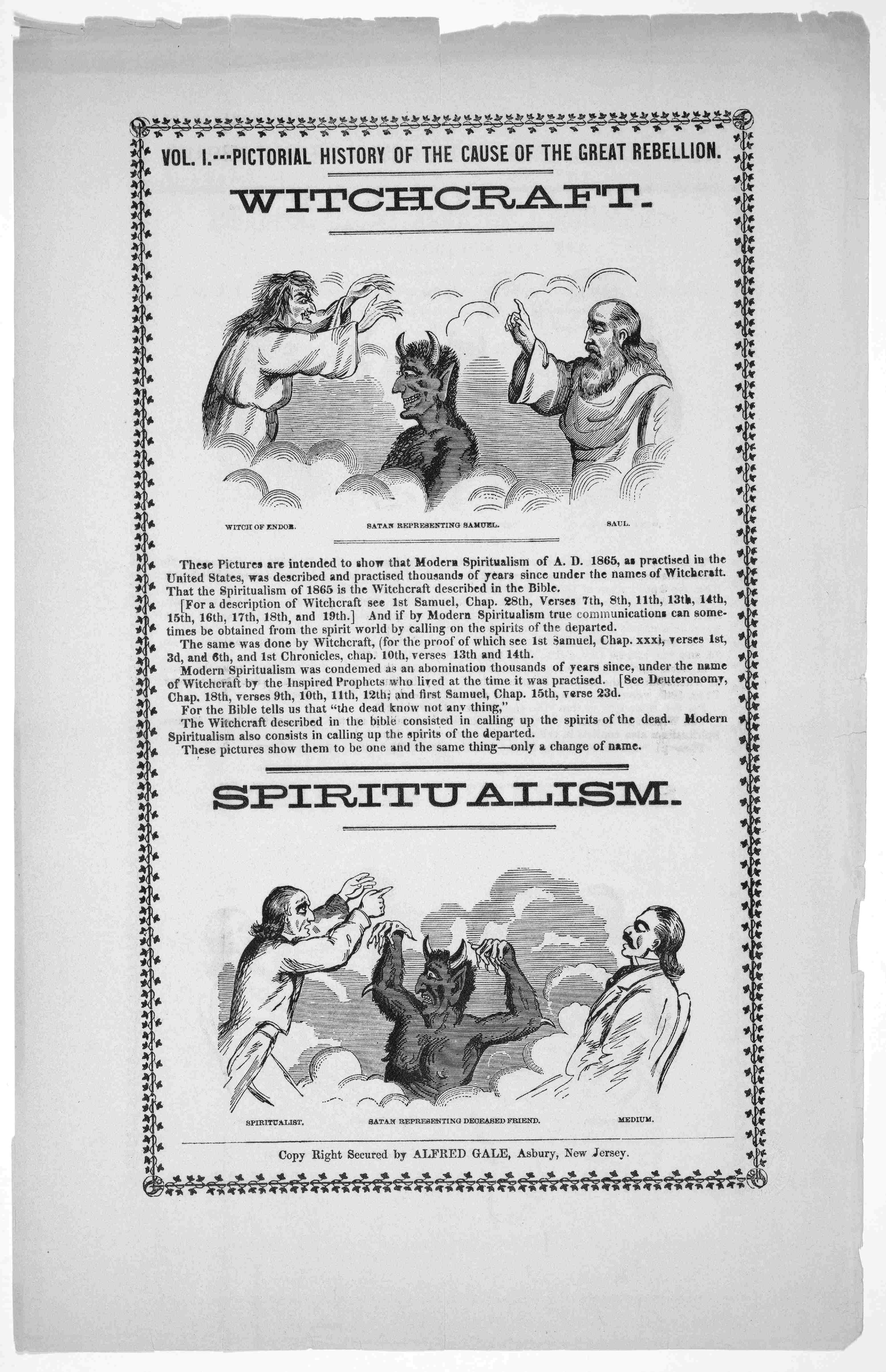
اسپیریتوالیسم توسط برخی از مسیحیان با افسونگری یکسان انگاشته شده‌است. این روزنامه قطع بزرگ مربوط به سال ۱۸۶۵ است که در ایالات متحده منتشر شده که در آن هم اسپیریتوالیسم را عامل جنگ داخلی آمریکا دانسته‌است.

#### اعلامیه اصول
اسپیریتوالیسم به عنوان یک جنبش غیررسمی دارای مجموعه قواعد تعریف شده نیست، اما موسسات مختلف روح‌گرا در ایالات متحده یک قسمت یا تمامی «اعلامیه اصول» که میان سال‌های ۱۸۹۹ تا ۱۹۴۴ میلادی توسعه داده شده بود را پذیرفت و به تازگی در ۲۰۰۴ آن را بازنگری نمودند. یک «اعلامیه اصول» شش مادهٔ در اکتوبر ۱۸۹۹ توسط «انجمن ملی اسپیریتوالیسم» (NSA) طی یک گردهمایی در شیکاگو، ایالت ایلینوی تصویب شد. دو اصل اضافی دیگر در اکتوبر ۱۹۰۹ توسط انجمن ملی اسپیریتوالیسم طی گردهمایی در راچستر ایالت نیویورک اضافه گردید. سرانجام، نهمین اصل در اکتبر ۱۹۴۴ توسط انجمن ملی کلیساهای اسپیریتوالیسم طی یک گردهمایی در سنت لویس، ایالت میسوری تصویب گردید.
سازمان اصلی که از اسپیریتوالیسم در انگلستان نمایندگی می‌کند اتحادیه ملی ارواح گراها (SNU) است که تعالیم آن مبتنی بر هفت اصل می‌باشد.

## خاستگاه‌ها
اسپیریتوالیسم نخستین بار در دهه ۴۰ قرن نزدهم میلادی در «شهرستان سوخته» بالاایالت نیویورک ظهور کرد، جای که چندی قبل جنبش‌های دینی چون میلریسم و مورمونیسم در جریان بیداری بزرگ دوم ظهور کرده بود، هرچند میلریسم و مورمونیسم خود را به اسپیریتوالیسم مرتبط نمی‌دانستند.
این منطقه در ایالت نیویورک جای بود که بیشتر مردم فکر می‌کردند ارتباط مستقیم با خدا یا فرشته‌گان در آن‌جا ممکن است و خدا درآن‌جا برخورد سخت‌گیرانه ندارد؛ مثلاً، خدا نوزادانی که غسل تعمید داده شده‌اند را محکوم به جاودانگی در جهنم نمی‌کند.

### سویدنبرگ و مسمر

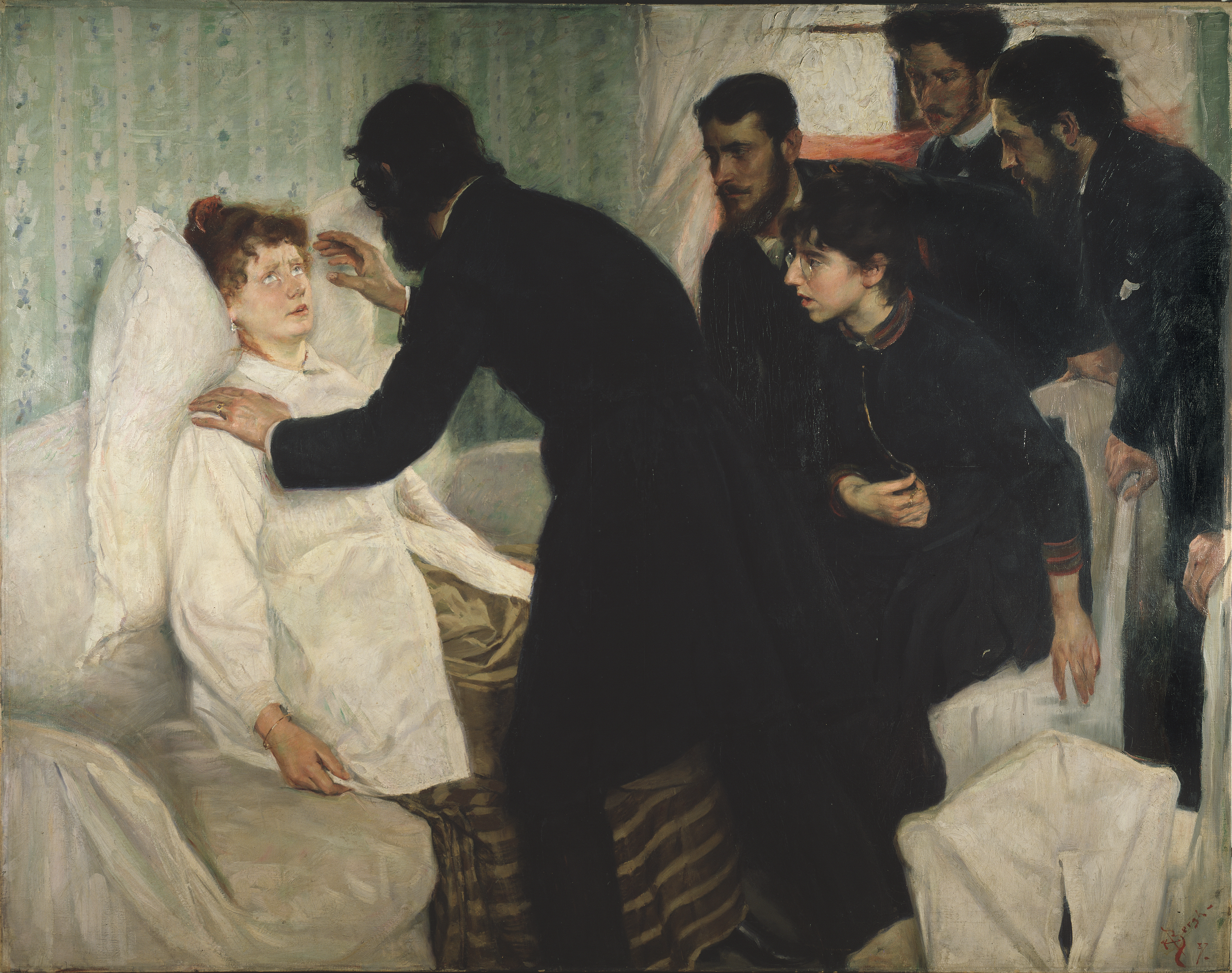
نقاشی توسط هنرمند سوئدی ریچارد بِرق، ۱۸۸۷ میلادی

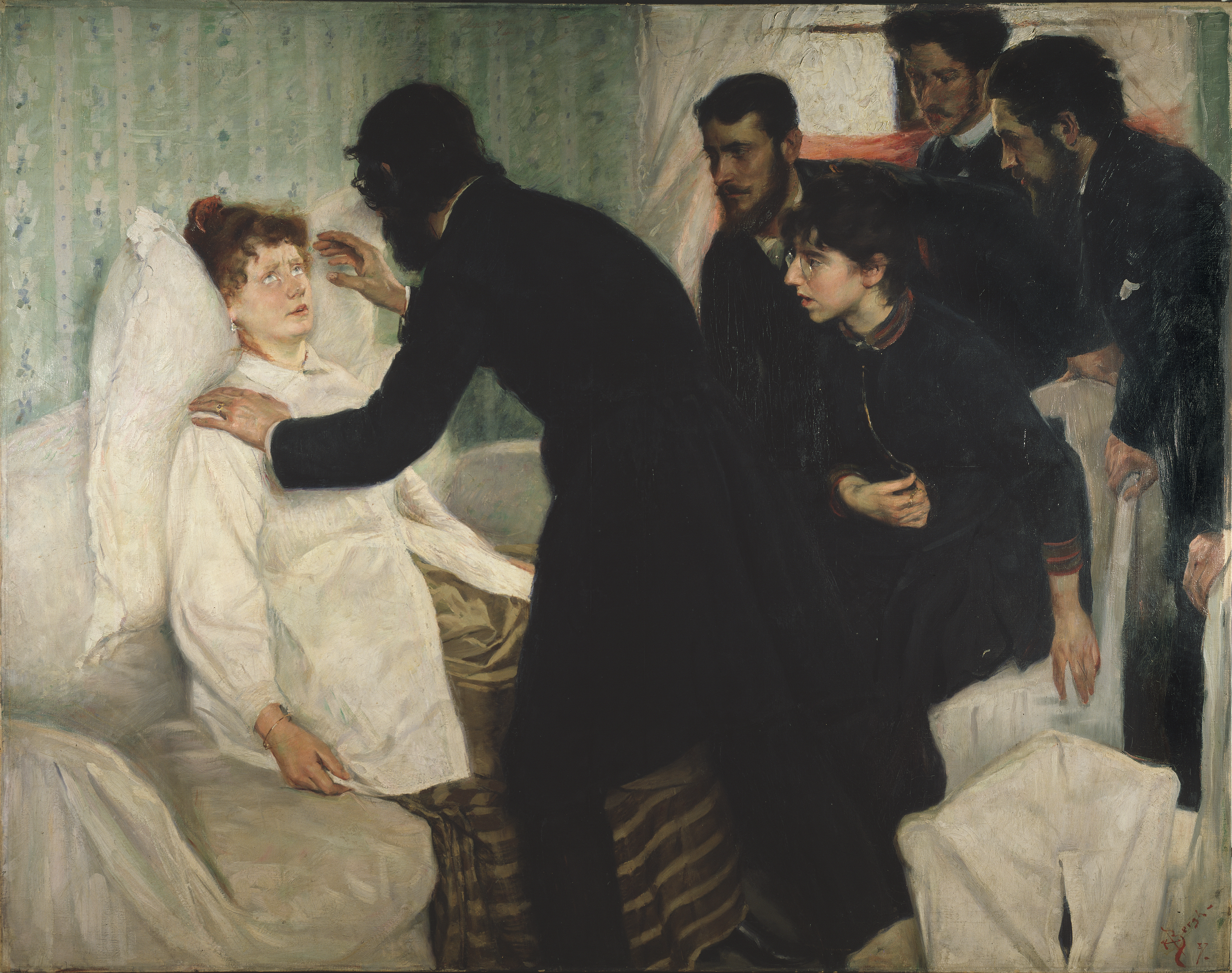

نوشته‌های امانوئل سویدنبرگ (۱۶۸۸ – ۱۷۷۲ میلادی) و آموزه‌های فرانتس مسمر (۱۷۳۴ – ۱۸۱۵ میلادی) در چنین محیطی، الگویی بود برای آن‌های که در تلاش برای دانش شخصی مستقیم از زندگی پس از مرگ بودند. سویدنبرگ کسی بود که ادعا نمود در حالت بیداری با ارواح ارتباط برقرار می‌نماید و ساختار دنیای ارواح را توصیف کرد. دو ویژگی نظریه وی به‌ویژه در میان اسپیریتوالیست‌های اولیه طنین انداز بود: اول، این‌که تنها یک جهنم و یک بهشت وجود ندارد، بلکه تعدادی از بهشت‌ها و جهنم‌های بالاتر و پایین‌تر وجود دارد. دوم، این‌که ارواح واسطهٔ میان خدا و بشر است و خدای متعال بعضاً از آن‌ها به عنوان وسیلهٔ برای ارتباط استفاده می‌کند. اگرچه سویدنبرگ بر علیه تلاش برای تماس با روح هشدار داد، اما کارهای وی ظاهراً دیگران را برای انجام این کار الهام بخشیده‌است.
سویدنبرگ قبل از اسپیریتوالیسم یک دانشمند و مخترع برجسته پنداشته می‌شد، چندین نوآوری در حوزه مهندسی انجام داده بود و به مطالعه فیزیولوژی و آناتومی می‌پرداخت. پس از آن، «وی در ۱۷۴۱ میلادی یک سلسله تجربه‌های اسرار آمیز شدید، خواب‌ها و رؤیاها را تجربه نمود و مدعی شد که خدا وی را فراخوانده است تا مسیحیت را اصلاح نموده و یک کلیسای جدید معرفی کند».
مسمر در ایجاد هیچ عقیده دینی نقش نداشت، بلکه شیوهٔ را که بعداً مشهور به هپنوتیزم شد به‌میان آورد و ادعا می‌شد که می‌تواند باعث رفتن به خلسه/حالت بین خواب و بیداری گردیده و ارتباط افراد را با موجود فرا طبیعی برقرار نماید. در نمایش‌های مسمریسم (مغناطیس حیوانی) نمایش‌گری به‌طور کاملاً حرفهٔ صورت می‌گرفت و متخصصین که در میانه قرن نزدهم میلادی در آمریکای شمالی تدریس می‌نمودند سعی می‌کردند تا مخاطبین خود را سرگرم نموده و هم‌چنین روش‌های برقراری تماس شخصی با خدای متعال را تشریح نمایند.
شاید از جمله معروف‌ترین کسانی که آموزه‌های سویدنبرگ و مسمر را در یک ترکیب ویژه‌ای آمریکای شمالی تلفیق نمود «اندرو جکسون دیویس» بود، کسی که سیستم خود را «فلسفه هارمونیال»  نامید. دیویس یک مسمریست، درمان‌گر عقیدتی و روشن‌بین اهل بلومینگ گراو، نیویورک بود. وی هم‌چنین قویاً تحت تأثیر نظریه‌های سوسیالیستی فوریریسم قرار داشت. کتاب وی در ۱۸۴۷ میلادی تحت عنوان «اصول طبیعت، الهام‌های متعال وی و یک صدای بشریت»‏ در حالی‌که او در خلسه بود به یک دوست دیکته شد، این کتاب در نهایت به چیزی نزدیک به یک کار کانونی در جنبش اسپیریتوالیسم مبدل شد، اما فردگرایی شدید وی از انکشاف آن به عنوان یک نظریه جهانی سازگار جلوگیری کرد.

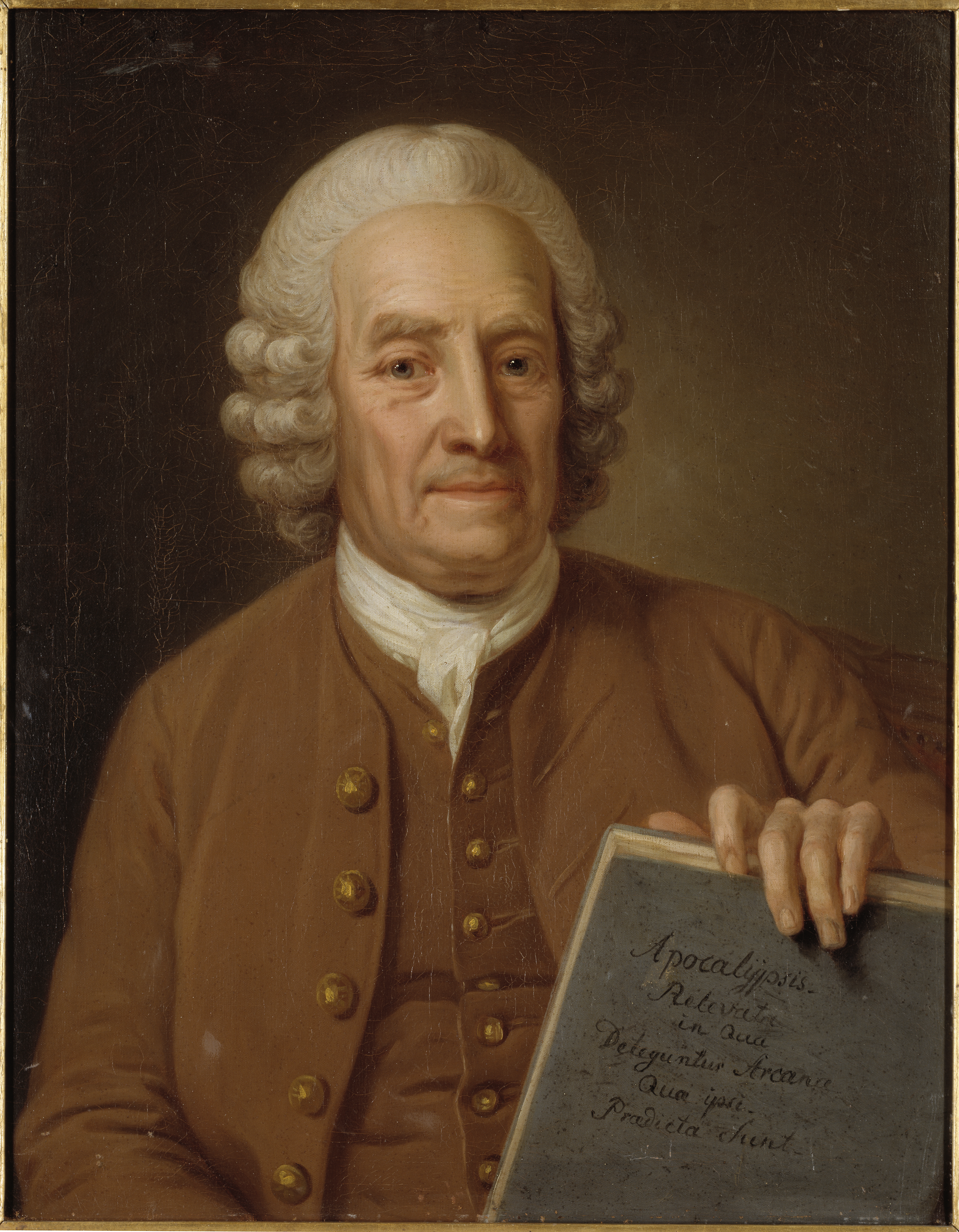
امانوئل سویدنبرگ
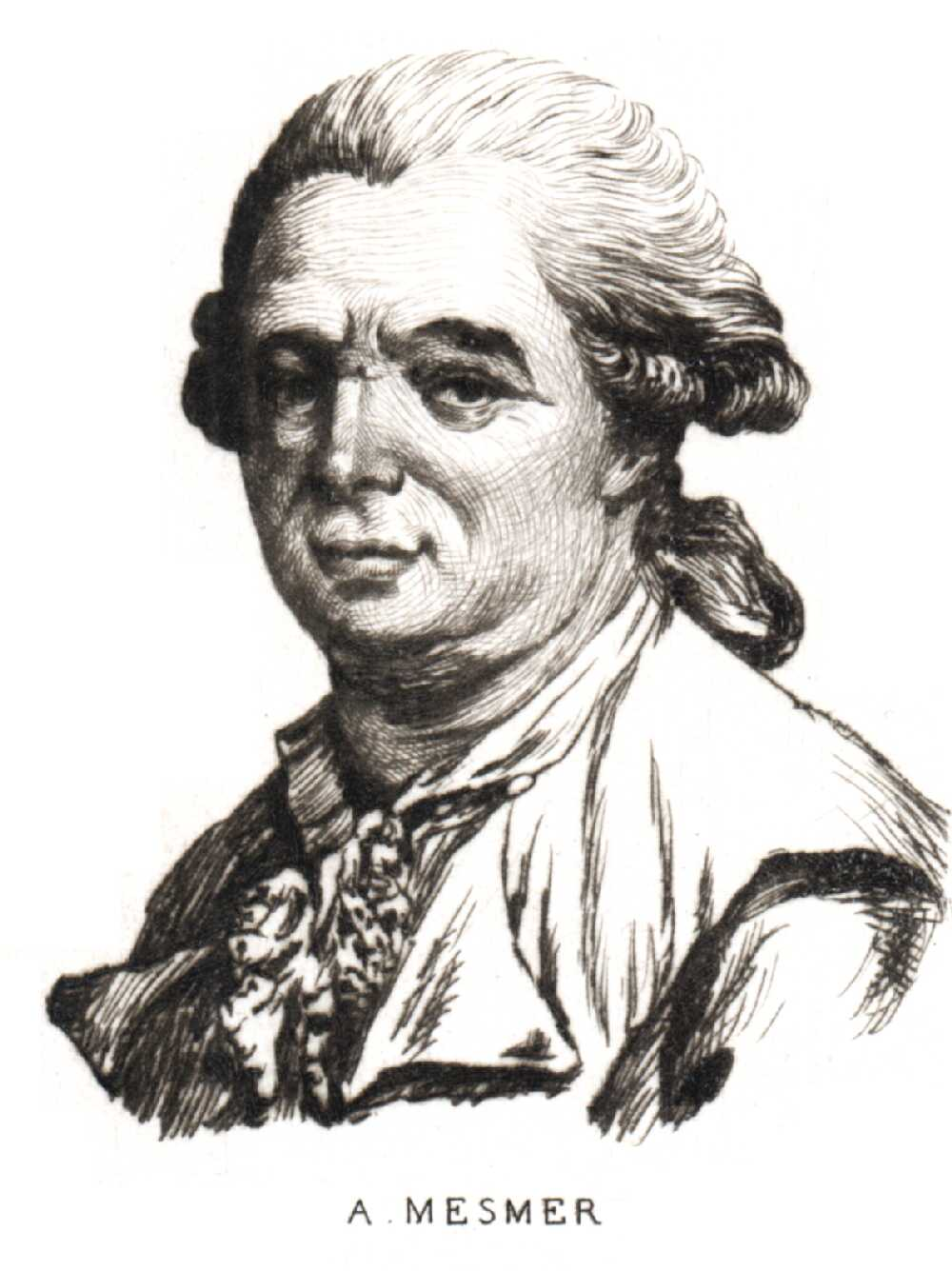
فرانتس مسمر
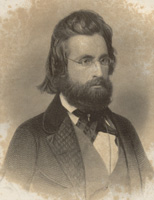
اندرو جکسون دیویس، حدود ۱۸۶۰

### ارتباطات با جنبش اصلاح‌گرا

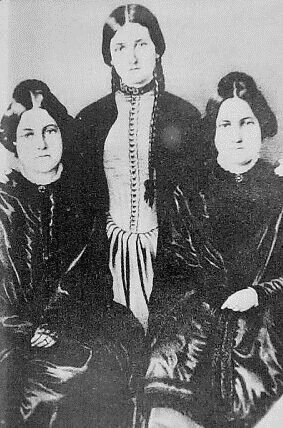
خواهران فاکس

اسپیریتوالیست‌ها اغلب ۳۱ مارس ۱۸۴۸ را به عنوان آغاز جنبش خود تعیین می‌کنند. در آن تاریخ «کیت و مارگریت فاکس» اهل «هایدوایل نیوروک» گزارش دادند که با روحی تماس برقرار نموده‌اند، بعداً ادعا گردید که این روح مربوط به یک دست‌فروش بوده که به قتل رسیده و جسد آن در خانه یافت گردیده‌است، اما هیچ مدرکی از این چنین یک شخص هیچ‌گاهی یافت نشد. گفته شده بود که روح با صداهای دق الباب/ کوبیدن در و تپ زدن که برای ناظر قابل شنیدن بود ارتباط برقرار نمود. شواهد این حس‌ها برای آمریکایی‌های که ذهنیت عملی داشتند مجذوب شد و خواهران فاکس به یک شور و هیجان مبدل شدند. به عنوان اولین مدیوم‌های نامور، خواهران فاکس سریعاً بخاطر جلسات احضار روح که آن‌ها در ملأ عام تدویر می‌کردند مشهور شدند. با این حال، خواهران فاکس در ۱۸۸۸ میلادی پذیرفتند که «تماس» با روح یک حقه بود، اما پس از مدت کوتاهی دوباره این حرف خود را پس گرفتند.
«ایمی و آیزاک پوست» که «کوئیکرهای هکسایت» اهل راچستر، نیویورک بودند از مدت‌ها با خانواده فاکس آشنایی داشتند و این دو دختر را در اواخر بهار سال ۱۸۴۸ به خانه خود بردند. آن‌ها بلافاصله به حقیقت بودن ارتباطات خواهران با ارواح صحه گذاشتند و به عنوان اولین کسانی که به دختران ایمان آورده بودند مبدل شده و دو مدیوم جوان را به حلقه رادیکال دوستان کوئیکر معرفی کردند.

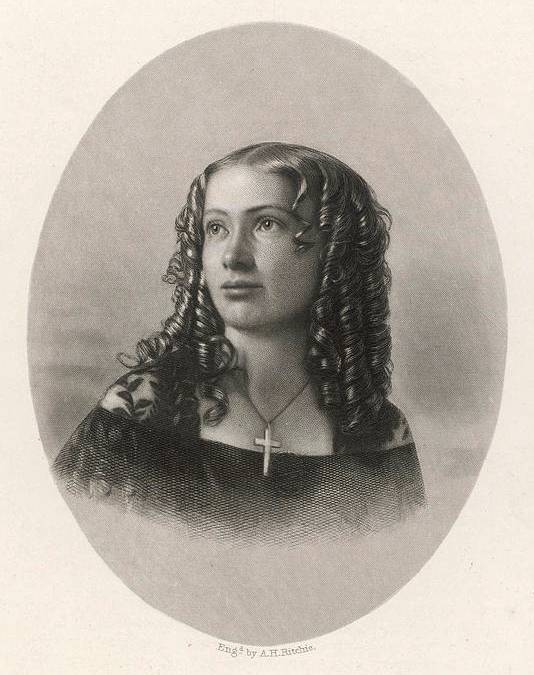
«کورال ال.وی. اسکات»

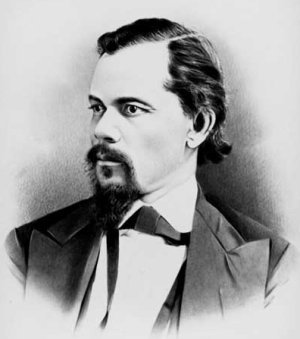
«پاشال بورلی راندولف»

در نتیجه، بیشتر شرکت‌کنندگان اولیه در اسپیریتوالیسم، کوئیکرهای رادیکال و سایر افرادی شامل در جنبش اصلاح‌گرای میانه قرن نوزدهم بودند. این اصلاح‌گراها از عملکرد کلیساهای مسلط وقت راضی نبودند چون آن کلیساها تلاش بسیار اندکی برای مبارزه با برده‌داری و حتی کمتر از آن برای آرمان حقوق زنان انجام می‌دادند.
این چنین ارتباطاتی با جنبش‌های اصلاح‌گرا، اکثراً با سوسیالیست‌های رادیکال، آن‌گونه که الگوهای اندرو جکسن دیویس نشان می‌دهد از قبل در دهه ۴۰ قرن نوزدهم میلادی تهیه شده بود. پس از ۱۸۴۸ میلادی، بیشتر سوسالیست‌ها به اسپیریتوالیست‌های دو آتشه یا نهان‌گرا مبدل شدند. ایده‌های سوسیالیسیت، به ویژه در رگ‌های فوریریستی، تأثیر بنیادین روی کاردک و دیگر اسپیریتوالیست‌ها داشت.
مشهوترین آموزگر خلسه قبل از جنگ داخلی آمریکا کورا ال.وی. سکات (۱۸۴۰–۱۹۲۳ میلادی) بود. زن جوان و زیبا که ظاهر شدن وی بر صحنه، مردان را به وجد می‌آورد. مخاطبین وی از مقایسه میان ظاهر دخترانه و شیوایی که او پیرامون موضوعات روح صحبت می‌کرد مبهوت می‌شدند و با این مقایسه به این نتیجه می‌رسیدند که ارواح از طریق او صحبت می‌کند. کورا چهار بار ازدواج کرد و هر بار نام خانوادگی شوهر خود را می‌پذیرفت. هنگام اوج فعالیت خود، بنام «کورا هچ» شناخته می‌شد.
یکی دیگر از اسپیریتوالیست‌های زن مشهور «آکسا دبلیو. اسپراگ» متولد ۱۷ نوامبر ۱۸۲۷ در «پلیماوت ناچ، ورمانت» بود. وی در ۲۰ سالگی به مریضی تب روماتیسمی دچار شد و بهبود غایی خود را به پا درمیانی ارواح نسبت داد. وی که یک استاد بسیار مشهور خلسه بود تقریباً به تمامی ایالات متحده قبل از مرگ خود در ۱۸۶۱ میلادی سفر نمود. اسپراپ یک ابولویشینیست (طرفدار لغو برده‌داری) و مدافع حقوق زنان بود.
یکی دیگر از اراح‌گراهای مشهور و مدیوم خلسه قبل از جنگ داخلی آمریکا پاسکال بیورلی راندولف (۱۸۲۵–۱۸۷۵) بود، مردی دارای نژاد مختلط که نقشی در جنبش لغو برده‌داری نیز داشت. با این وجود، بیشتر ابولوشنیست‌ها و اصلاح‌گراها خود را از جنبش اسپیریتوالیسم مجزا می‌دانستند؛ از جمله شک‌گراها باورمند به معنویت‌گرایی ابولوشنیست مشهور فردریک داگلاس بود.
یکی دیگر از جنبش‌های اجتماعی اصلاح‌گرا که رابطه نزدیک با اسپیریتوالیسم داشت تلاش‌ها برای بهبود شرایط آمریکایی‌های بومی بود. آن‌گونه که کاترین تاوی در مطالعه ارواح هندی در جلسات احضار روح می‌نویسد:
بدون شک، ارواح گراها تا حدودی ارواح هندی را که در جلسات احضار روح حاضر می‌شد، به عنوان نمادی از گناهان و معصیت متعاقب ایالات متحده در برخورد با آمریکایی‌های لاتین، می‌شناختند. اسپیریتوالیست‌ها با حضور هندی‌ها کاملاً روح زده می‌شدند. اما برای بیشتر مردم آن عصیان فروکش نکرده بود: به‌جای این‌که با این روح زدگی مقابله صورت گرفته و اصلاح شود، روح‌زدگی به عمل مبدل می‌گردید. بنابرین کنش‌گرایی سیاسی اسپیریتوالیست‌ها به نیابت از هندی‌ها نتیجهٔ ترکیب عصیان سفید پوستان و ترس از داوری خدا هم‌راه با یک حس مسئولیت و هدف جدید بود.

### معتقدین و شک‌گراها
پس از این‌که مردم با هیجان از خواهران فاکس استقبال نمودند، در عرض چند سال نمایش‌های واسطه‌گری روح (مثلاً جلسات احضار روح و نوشتن خودکار) به یک کار پر درآمد مبدل گردید و بزودی به یک شکل مشهور سرگرمی و کاتارسیس روحی مبدل شد. خواهران فاکس با کارهای خود می‌خواستند درآمدی بدست بی‌آورند و دیگران از آن‌ها تبعیت کردند. نمایش‌گری به‌طور فراینده به یک بخش مهم اسپیریتوالیسم تبدیل شد و با رقابت مدیوم‌ها (واسطه روحی) برای درآمد بیشتر از شرکت‌کنندگان شواهد دیداری، شنیداری و لمسی مبنی بر وجود روح نیز افزایش یافت. زمانی که کمیسیون‌های تحقیق کننده که برجسته‌ترین آن‌ها «کمیسیون سیبرت»‏ در ۱۸۸۷ بود، به‌طور مکرر ایجاد می‌گردید، تقلب به صورت گسترده وجود داشت و برخی پرونده‌ها در محکمه فیصله داده می‌شدند.
علی‌رغم برملا شدن مواردی بسیاری از فریبکاری، کشش اسپیریتوالیسم هنوز هم قوی بود. از جمله کسانی که بیشترین باور به اسپیریتوالیسم را داشتند آن‌هایی بودند که در سوگ مرگ دوست داشته‌های خود نشسته بودند. خانواده‌های زیادی در جریان جنگ داخلی آمریکا مردان خود را می‌دیدند که از خانه می‌روند اما هیچ‌گاهی بازنمی‌گردند و تصاویری که از میدان جنگ توسط رسانه‌های تصویری جدید منتشر می‌شد، نه تنها نشان می‌داد که عزیزان آن‌ها به تعداد بسیار زیاد، بلکه به گونه وحشتناکی کشته شده بودند. یکی از این چنین موارد مشهور مری تاد لینکلن بود، کسی که به‌خاطر سوگ از دست دادن پسرش در قصر سفید جلسات احضار روح برگزار کرد و شوهرش رئیس‌جمهور آبراهام لینکلن نیز در آن شرکت نمود. افزایش موج اسپیریتوالیسم در این عصر و سپس در جریان جنگ جهانی اول، واکنشی مستقیم بر تلفات سنگین در میدان جنگ بود.
افزون بر آن، جنبش اسپیریتوالیسم برای اصلاح‌گرایان مجذوبیت پیدا کرد و آن‌ها به‌طور اتفاقی دریافتند که ارواح نیز به نحوی طرفدار آرمان‌های لغو برده‌داری و حقوق مساوی برای زنان بودند. اسپیریتوالیسم هم‌چنین برای آن‌ها که دارای میل ماتریالستی داشتند و دین منسجم را نمی‌پذیرفتند مجذوب بود. سوسیالیست خیالی رابرت اوون نیز بعد از «نشست‌ها» با مدیوم آمریکایی ماریا بی. هایدن (که بابت معرفی اسپیریتوالیسم در انگلستان تحسین می‌شود) به اسپیریتوالیسم گروید؛ اوون در نشریه خود فصل‌نامه منطقی برای همه مردم عقیده جدید خود اظهار نمود و بعدتر در رسالهٔ نوشت، آینده نژاد انسان؛ یا تکامل بزرگ، شکوه‌مند و آینده از طریق ارواح عزیمت کرده مردان و زنان خوب و متعالی متأثر خواهد شد.

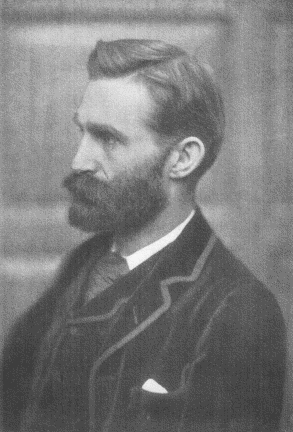
فرانک پادمور، حدود ۱۸۹۵.
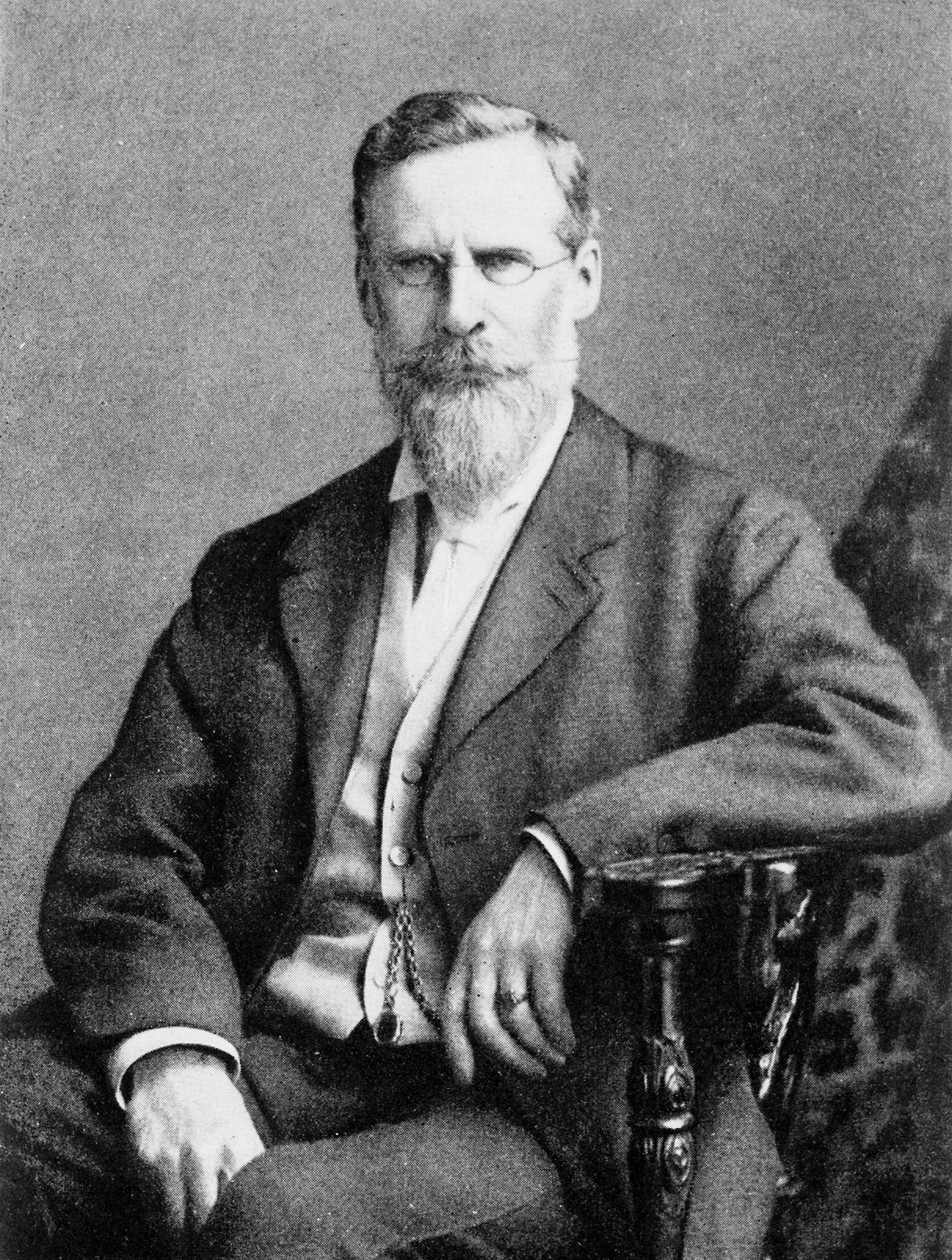
ویلیام کروکز.  Photo published 1904.
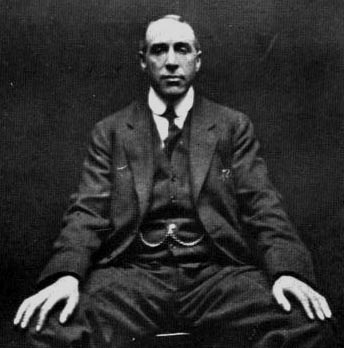
هری پرایس ۱۹۲۲.

تعدادی از دانش‌مندانی که به پژوهش این پدیده پرداختند نیز به اسپیریتوالیسم گرویدند. این دانش‌مندان شامل شیمی‌دان و فیزیک-دان ویلیام کروکز (۱۸۳۲–۱۹۱۹)، زیست‌شناس تکاملی آلفرد راسل والاس (۱۸۲۳–۱۹۱۳) و فیزیک‌دان سر اولیور لادج بود. برنده جایزه نوبل پیرکوری تحت تأثیر نمایش‌های واسطه‌گری روح یوساپیا پالادینو قرار گرفته بود و از مطالعه علمی آن طرفداری کرد. سایر پیروان پیشتاز شامل روزنامه‌نگار و صلح‌جو ویلیام تی استد (۱۸۴۹–۱۹۱۲)‏ و فیزیک‌دان و نویسنده آرتور کانن دویل (۱۸۵۹–۱۹۳۰) بود.
کانن دویل که فرزند خود، کنگسلی را در جنگ جهانی اول از دست داده بود نیز عضوی «باشگاه ارواح» بود. این کولب که در ۱۸۶۲ میلادی در لندن پایه‌ریزی شده بود، متمرکز بر مطالعه علمی فعالیت‌های به اصطلاح پراهنجار بود تا وجود این چنین پدیده‌های پرا هنجار را ثابت (یا رد) کند. اعضای معروف این باشگاه شامل چارلز دیکنز، سر ویلیام کروکز، سر ویلیام اف. برت و هاری پرایس بود. در جلسات احضار روح که یوساپیا پالادینو در پاریس برگزار کرده بود، پیرکوری پرشور و ماری کوری مشکوک اشتراک نمودند. فیزیک‌دان مشهور شهر نیویورک، جان فرانکلین گرای یکی از ارواح‌گراهای بلندآوازه بود. توماس ادیسون می‌خواست یک «تلفن روحی» بسازد، یک ابزار فرا زمینی که آواز مردگان را برای زندگان احضار نموده و برای نسل‌های آینده ثبت نماید.
ادعاهای اسپیریتوالیست‌ها و دیگران در رابطه به واقعیت بودن ارواح توسط جامعه پژوهش‌روانی، که در ۱۸۸۲ میلادی در لندن تأسیس شده بود، تحقیق گردید. این جامعه یک کمیته را در خانه‌های روح‌زده تنظیم نمود.
محققین برجسته که قضایای جعلی را افشا نمودن دارای حوزه‌های تخصصی گوناگون بودند، شامل پژوهش‌گران حرفه‌ای مانند فرانک پودمور از جامعه پژوهش‌روانی و هری پرایس از آزمایشگاه ملی پژوهش‌روانی و جادوگرهای حرفه‌ای مانند جان نیویل مسکیلین. مسکلین با وارد شدن در میان مخاطبین در جریان نمایش‌های برادران دیوین پورت و تشریح این‌که ترفندها چه‌گونه انجام می‌شود، آن‌ها را افشا نمود.

## ارجاعات
1. ↑  McCarthy, Erin (October 23, 2012). "Silencing the Dead: The Decline of Spiritualism". The Atlantic.
2. 1 2 3 4 5 6 7 8 9  Carroll, Bret E. (1997). Spiritualism in Antebellum America. (Religion in North America). Bloomington: Indiana University Press. p. 248. ISBN 978-0-253-33315-5.
3. 1 2 3 4 5 6 7 8 9 10 11 12  Braude, Ann (2001). Radical Spirits: Spiritualism and Women's Rights in Nineteenth-Century America, Second Edition. Indiana University Press. p. 296. ISBN 978-0-253-21502-4.
4. ↑  https://classic-literature.co.uk/scottish-authors/arthur-conan-doyle/the-history-of-spiritualism-vol-i/ebook-page-02.asp
5. ↑   بایگانی‌شده  در ۱۷ آوریل ۲۰۱۸ توسط Wayback Machine Allan Kardec, The Spirits' Book, Containing the Principles of Spiritist Doctrine... according to the Teachings of Spirits of High Degree, Transmitted through Various Mediums, Collected and Set in Order by Allan Kardec, translated by Anna Blackwell, São Paul, Brazil, Federação Espírita Brasileira, 1996, ISBN 85-7328-022-0, p. 33.
6. ↑  Britten, Emma Hardinge (1884). Nineteenth Century Miracles: Spirits and Their Work in Every Country of the Earth. New York: William Britten. ISBN 978-0-7661-6290-7.
7. ↑  Times, New York (29 November 1897). "THREE FORMS OF THOUGHT; M.M. Mangassarian Addresses the Society for Ethical Culture at Carnegie Music Hall". The New York Times: 200.
8. ↑  "Greater Manchester Police Authority v Power [2009] UKEAT 0434_09_1211 (12 November 2009)". www.bailii.org.
9. 1 2  Leonard, Todd Jay (2005). Talking to the Other Side: a History of Modern Spiritualism And Mediumship: A Study of the Religion, Science, Philosophy And Mediums That Encompass This American-made Religion. iUniverse. pp. 84–89. ISBN 978-0-595-36353-7.
10. ↑  Campbell, Geo.; Hardy, Thomas; Milmokre, Jas. (June 6, 1900). "Baer-Spiritualistic Challenge". Nanaimo Free Press. Vol. 27, no. 44. Nanaimo, Canada: Geo. Norris. p. 2 – via Newspapers.com.
11. ↑  National Spiritualist Association (1934) [1911]. Spiritualist Manual (5 ed.). Chicago, Illinois: Printing Products Corporation. p. 20.
12. ↑  Lawton, George (1932). The Drama of Life After Death: A Study of the Spiritualist Religion. Henry Holt and Company. p. 148.
13. ↑  Bassett, J (1990). 100 Years of National Spiritualism. The Headquarters Publishing Co. Ltd. p. 144.
14. ↑  Urban, Hugh B. (2015). New Age, Neopagan and New Religious Movements. Oakland, California: University of California Press. ISBN 978-0-520-28118-9.
15. ↑  Catherine Albanese. (2007). A Republic of Mind and Spirit. A Cultural History of American Metaphysical Religion. Yale University Press. pp. 171-176, 208-218.
16. ↑  The Principles of Nature, Her Divine Revelations, and a Voice to Mankind, Andrew Jackson Davis, 1847.
17. ↑  Barbara., Weisberg (2004). Talking to the dead: Kate and Maggie Fox and the rise of spiritualism (1st ed.). [San Francisco]: HarperSanFrancisco. ISBN 978-0-06-056667-8. OCLC 54939577.
18. ↑  Ann., Braude (2001). Radical spirits: spiritualism and women's rights in nineteenth-century America (2nd ed.). Bloomington: Indiana University Press. ISBN 978-0-253-21502-4. OCLC 47785582.
19. ↑  Strube, Julian (2016). "Socialist religion and the emergence of occultism: A genealogical approach to socialism and secularization in 19th-century France". Religion. 46 (3): 359–388. doi:10.1080/0048721X.2016.1146926. S2CID 147626697.
20. ↑  Deveney, John Patrick (1997). Paschal Beverly Randolph: A Nineteenth-Century Black American Black American Spiritualist, Rosicrucian, and Sex Magician. Sunny Press. ISBN 978-0-7914-3119-1.
21. 1 2  Telegrams from the Dead (a PBS television documentary in the "American Experience" series, first aired October 19, 1994).
22. ↑  Kathryn Troy, The Specter of the Indian. SUNY 2017. p.151.
23. ↑  Preliminary Report of the Commission Appointed by the University of Pennsylvania, The Seybert Commission, 1887. 2004-04-01.
24. ↑  Williams, Montagu Stephen. 1891. Later Leaves: Being the Further Reminiscences of Montagu Williams. Macmillan. See chapter 8.
25. ↑  Arthur Conan Doyle, The History of Spiritualism Vol I, Arthur Conan Doyle, 1926.
26. ↑  Lewis Spence, Encyclopedia of Occultism and Parapsychology, Kessinger Publishing Company, 2003, p. 679.
27. ↑  "The Scientific Aspect of the Supernatural, by Alfred Russel Wallace". wku.edu. Archived from the original on 12 September 2009. Retrieved 20 November 2021.
28. ↑  Anna Hurwic, Pierre Curie, translated by Lilananda Dasa and Joseph Cudnik, Paris, Flammarion, 1995, pp. 65, 66, 68, 247–48.
29. ↑  "W.T. Stead and Spiritualism—The W.T. Stead Resource Site". attackingthedevil.co.uk.
30. ↑  Underwood, Peter (1978) "Dictionary of the Supernatural", Harrap Ltd. , ISBN 0-245-52784-2, Page 144
31. ↑  "The spiritual magazine". 1871. {{cite journal}}: Cite journal requires |journal= (help)
32. ↑  https://www.techtimes.com/articles/37949/20150308/thomas-edison-idea-speak-dead.htm
33. ↑  John Fairley, Simon Welfare (1984). Arthur C. Clarke's world of strange powers, Volume 3. Putnam. ISBN 978-0-399-13066-3.